# CNN Indonesia
CNN Indonesia (abreviado como CNN ID) é um canal de televisão aberto e por assinatura indonésio. É propriedade e operado pela Trans Corp, sob licença da Warner Bros. Discovery. A CNN Indonesia foi lançada em 17 de agosto de 2015.. É a quinta franquia local da CNN na Ásia, depois da CNN Philippines (agora extinto), CNN Türk, CNN Arabic e CNN-IBN (agora CNN-News18 na Índia).

## Apresentadores e âncoras de notícias
- Maggie Callista
- Mayfree Syari
- Farhannisa Nasution
- Bram Herlambang
- Tiffany Raytama
- Sarah Ariantie
- Benny Dermawan